# 長崎縣立大學
長崎縣立大學（日语：／，英文名稱： University of Nagasaki）是一所日本公立大學。是位于日本長崎县的一所公立大学，成立於2008年。簡稱為「長縣大」。

## 歷史
舊長崎縣立大学
- 1951年設立的長崎縣立佐世保商科短期大學
- 1957年作為長崎縣立短期大學
- 1967年變更為長期縣立國際經濟大學
- 1991年更正為長崎縣立大學。

舊縣立長崎西博德大学
- 1901年 長崎高等女學校成立[1]。
- 1950年 長崎高等女學校改制长崎县立女子短期大学成立并同时设置三个学科(家政科、 英文科、 体育科)[1]。
- 1957年 改校名为长崎县立短期大学。商科（第一部・第二部）成立（但招生到于1966年）
- 1969年 再次改校名为長崎縣立女子短期大學。
- 1978年 保育科成立。
- 1998年 招生最后、次年停止招生（正式停办于2000年3月31日）。
- 1999年 紀念德國醫生Siebold到日本出島的荷蘭商館行醫的貢獻，取名「縣立長崎西博德大学」在原址開学。

（新）長崎縣立大学
- 2008年

統合「（舊）長崎縣立大学」、「縣立長崎西博德大学」，現組織「（新）長崎縣立大学」。
大学英語名変更為 University of Nagasaki 。
舊長崎縣立大学為佐世保分校
舊縣立長崎西博德大学為西博德分校

## 教育和研究机构
- 經營學部	
  - 經營學科
  - 國際經營學科
- 地域創造學部	
  - 公共政策科
  - 實踐經濟學科
- 國際社會部	
  - 國際社會學科
- 資訊系統學部	
  - 情報系統學科
  - 資訊安全學科
- 看護營養學部	
  - 看護學科
  - 營養健康學科
- 研究科
  - 人間健康科學研究科
    - 營養科學專攻(博士前期課程)
    - 營養科學專攻(博士後期課程)

  - 看護學專攻(碩士課程)
  - 國際情報學研究科
    - 國際交流學專攻(碩士課程)
    - 情報媒體學專攻(碩士課程)

  - 經濟學研究科
    - 產業經濟∙經濟開發專攻(碩士課程)[2][3]